# Choi Hong Hi
Đây là một tên người Triều Tiên, họ là Choi.
Choi Hong Hi hay Choe Hong Hui (hangul: 최홍희; âm Việt: Chuê-Hôông-Hi; hanja: 崔泓熙, Hán-Việt: Thôi Hoằng Hi; (9 tháng 11 năm 1918 - 15 tháng 6 năm 2002), hiệu là Thương Hiên (hangul: 창헌; hanja: 蒼軒, Chang Heon), còn được gọi là tướng Choi, từng là một tướng lĩnh quân đội và chính trị gia Hàn Quốc. Tuy nhiên, ông được biết đến nhiều hơn với tư cách là người sáng lập ra Liên đoàn Taekwon-Do quốc tế, tổ chức võ thuật taekwondo hiện đại đầu tiên trên thế giới. Những năm cuối đời ông trở về Cộng hòa Dân chủ Nhân dân Triều Tiên sinh sống và mất tại đấy.

## Thiếu thời và khởi đầu sự nghiệp võ thuật
Ông sinh ngày 9 tháng 11 năm 1918 tại Hwadae, Myongchon (lúc bấy giờ đặt dưới sự cai trị của Đế quốc Nhật, nay thuộc Cộng hòa Dân chủ Nhân dân Triều Tiên). Lúc nhỏ, ông thường xuyên đau yếu nhưng lại sở hữu được một tinh thần mạnh mẽ. Năm 12 tuổi, ông tham gia phong trào phản kháng sự thống trị của Nhật Bản đối với Triều Tiên, do đó bị đuổi khỏi trường học. Vì vậy, ông được thân phụ gửi đến Han Il Dong để học tập về văn hóa và thư pháp. Han đồng thời cũng là một võ sư của Taekkyeon, một môn võ truyền thống của Triều Tiên thiên về sử dụng cước pháp (Park, 1993, p. 241).. Vì thế, Han đã dạy thêm cho Choi võ thuật để có thể trạng khỏe mạnh đồng thời hun đúc cho Choi sự say mê võ thuật truyền thống của Triều Tiên.
Năm 1937, Choi đến Kyoto để theo học các chương trình về Anh ngữ và toán.. Tại đây, ông đã gặp Kim Hyun Soo, một người đồng hương Triều Tiên, cũng là một võ sư Karate. Chính Kim đã hướng dẫn ông bắt đầu tập luyện môn võ này, khi đấy đang là thời thượng tại Nhật Bản. Choi cũng từng có thời gian thụ giáo Karate hệ phái Shotokan dười sự truyền dạy của tổ sư Karate hiện đại Funakoshi Gichin.. Ông đạt được nhất đẳng Karate năm 1939, và đạt được nhị đẳng sau đó không lâu.

## Sự nghiệp quân sự, chính trị và võ thuật
Năm 1944, dù là dân thuộc địa, Choi bị buộc phải tham gia quân đội chính quốc Nhật Bản trong khi đang theo học dở dang tại trường Đại học Luật Chuo (Hachiōji, Tokyo, Nhật Bản). Trong thời gian trong quân ngũ, ông dính líu vào một cuộc nổi loạn của binh lính Triều Tiên trong quân đội Nhật Bản và bị tuyên án tù 7 năm. Trong thời gian ở tù, ông vẫn tiếp tục tập luyện võ thuật .
Sau chiến tranh, ông được giải thoát khỏi nhà tù. Tháng 1 năm 1946, Choi đã được gọi tái ngũ với tư cách là một Thiếu úy quân đội của chính quyền Đại Hàn Dân Quốc. Trong thời gian công tác tại Kwang-Ju, ông đã xây dựng phong trào tập luyện võ thuật cho binh sĩ toàn đại đội. Không lâu sau, ông được thăng Trung úy và điều động sang phục vụ tại Trung đoàn Bộ binh số 2 đóng ở Tae Jon. Tại đơn vị mới này, Choi tiếp lục xây dựng phong trào, không những trong các binh sĩ Triều Tiên, mà còn lan sang các binh sĩ người Mỹ đồn trú tại đấy. Đây chính là bước đầu tiên để người Mỹ biết đến Taekwondo.
Choi được biết đến như một sĩ quan năng nổ và được thăng cấp nhanh chóng. Ông được thăng Đại úy, rồi Thiếu tá chỉ trong năm 1947. Năm 1948, ông được điều động về Seoul làm sĩ quan hậu cần và trở thành huấn luyện viên võ thuật cho Học viện Quân cảnh Mỹ tại đây. Cuối năm 1948, ông được thăng cấp Trung tá.
Một năm sau, ông được thăng Đại tá và sang Mĩ lần đầu tiên. Tại học viện lục quân Fort Riley, ông đã giới thiệu các kĩ thuật chiến đấu tay không truyền thống của Triều Tiên đến công chúng Mĩ.
Năm 1951, ông được phong Chuẩn tướng và được cử tham gia tổ chức Học viện Lục quân Pusan. Năm 1952, ông được bổ nhiệm làm Tham mưu trưởng Quân đoàn 1 và chịu trách nhiệm làm tùy viên cho tướng Douglas MacArthur trong chuyến thăm Kang Nung. Vào thời điểm hiệp ước đình chiến, ông đang giữ chức Tư lệnh Sư đoàn Bộ binh số 5.
Năm 1953 là một mốc lớn cho cả sự nghiệp quân sự và võ thuật của Choi. Ông trở thành tác giả quyển sách đầu tiên về tình báo quân sự tại Hàn Quốc. Tháng 6 năm 1954, ông được chỉ định làm Tư lệnh Sư đoàn Bộ binh 29 mới thành lập tại đảo Cheju với cấp bậc Thiếu tướng.
Năm 1955, ông được thăng chức Tư lệnh Quân khu 3; năm 1960, thăng chức Phó tư lệnh Tập đoàn quân số 2 đóng tại Tae Gu. Sau khi tham gia một khóa học về vũ khí hiện đại ở Mĩ, ông về nước và nhận chức vụ Giám đốc Tình báo của Quân đội Đại Hàn Dân Quốc. Năm 1961, ông được bổ nhiệm chức vụ Tư lệnh Quân đoàn 6.
Năm 1962, Choi đã được bổ nhiệm làm Đại sứ Hàn Quốc tại Malaysia. Năm 1965, ông được triệu hồi về nước và nghỉ hưu.

## Tâm huyết một đời với Taekwon-Do
Trong thời gian chỉ huy Sư đoàn Bộ binh 29, ông đã xây dựng phong trào võ thuật tại đây và thành lập Ngô đạo quán (吾道館, 오도관, Oh Do Kwan) tại Yong Dae Ri, mũi nhọn của Taekwondo hiện đại. Chính tại đây, ông đã đào tạo rất nhiều hạt nhân của phong trào trong quân đội, cũng như hoàn thiện việc kết hợp các kỹ thuật của T'aekkyŏn và Karatê thành một hệ thống kỹ thuật của Taekwon-Do hiện đại, với sự giúp đỡ của Nam Tae Hui, cánh tay phải đắc lực của ông, vào năm 1954. Song song với những cải tiến về kỹ thuật, Choi hệ thống các bài quyền, quy trình huấn luyện và hệ thống đẳng cấp của môn võ.
Sau chuyến viếng thăm và chứng kiến buổi biểu diễn của môn võ thuật mới tại Sư đoàn Bộ binh 29 của Tổng thống Lý Thừa Vãn vào tháng 9 năm 1954, ông được bổ nhiệm làm huấn luyện viên trưởng của Chương Đào quán (청도관, Cheong Do Gwan), một phòng tập võ thuật lớn nhất Hàn Quốc. Chính từ nơi này, Choi có điều kiện truyền bá môn võ mới từ môi trường quân đội ra môi trường dân sự.
Đầu năm 1955, một Ủy ban đặc biệt được thành lập theo chỉ thị của tổng thống bao gồm các nhân sĩ trí thức, giáo sư, sử gia và các chính khách uy tín để đặt tên cho môn võ mới nhằm quảng bá trong đại chúng. Ngày 11 tháng 4 năm 1955, Ủy ban công bố tên gọi Taekwon-Do cho môn võ thuật mới mà Choi đã xây dựng. Tên gọi này chính thức được dùng để thay thế cho những tên gọi cũ như Tangsu, Kongsu, T'aekkyŏn, Kwŏnpŏp,... vốn vẫn được lưu hành trong dân gian.
Ngay từ năm 1959, ông thành lập Hiệp hội Taekwon-Do đầu tiên trong nước, nhằm cổ vũ cho phong trào cách tân võ thuật truyền thống. Cũng trong năm đó, Choi cùng 19 môn đệ huyền đai của mình thực hiện chuyến lưu diễn vùng Viễn Đông (trong đó có miền Nam Việt Nam) và gây được sự lôi cuốn kinh ngạc với khán giả bằng những kỹ thuật xuất sắc của mình. Một số môn đệ xuất sắc của ông như Nam Tae Hui, Ko Jae Chun, Baek Joon Gi, Woo Jong Lim, Han Cha Kyo, Cha Soo Young,... về sau là hạt nhân của phong trào phát triển ra thế giới.
Năm 1960, trong thời gian tham gia một khóa học tại Texas (Mỹ), Choi đã tập huấn Taekwondo tại võ đường Jhoon Rhees Karate tại San Antonio và thuyết phục các môn sinh ở đây dùng cái tên Taekwon-Do thay cho tên gọi Karate Hàn Quốc. Vì lý do này, mà Võ đường Jhoon Rhee được xem là võ đường Taekwon-Do đầu tiên ở Mỹ.
Cũng trong năm 1960, Taekwon-Do được công nhận là một môn huấn luyện bắt buộc trong quân đội và cảnh sát ở Hàn Quốc. Năm 1963, Hiệp hội Taekwon-Do Malaysia được thành lập tại sân vận động Merdeka dưới chứng kiến của Choi, khi đấy đang là Đại sứ Hàn Quốc tại Malaysia, và thủ tướng Malaysia, Tunku Abdul Rhaman. Cùng trong năm đó, phái đoàn Taekwon-Do biểu diễn tại trụ sở Liên Hợp Quốc tại New York và võ sư Nam Tae Hui dẫn đầu một phái đoàn huấn luyện sang Nam Việt Nam để huấn luyện cho quân đội Việt Nam Cộng hòa. Tháng 2 năm 1964, Hiệp hội Taekwon-Do Singapore cũng được thành lập. Cùng năm đó, Choi đã thực hiện một chuyến đi đến Nam Việt Nam với mục đích duy nhất là thống nhất giáo trình giảng dạy Taekwon-Do theo các mô hình tiên tiến. Điều này đã mở ra một kỷ nguyên mới cho Taekwon-Do khi ông đã phân định rõ ràng giữa Taekwon-Do và Karate, do hoàn toàn loại bỏ các di tích còn lại của Karate.
Năm 1965, ông trở về nước tái cử vào chức vụ Chủ tịch Hiệp hội Taekwon-Do Triều Tiên. Với cương vị đó, ông đã thẳng tay loại bỏ các ý định chính trị hóa môn võ Taekwon-Do. Điều này đã làm nảy sinh mâu thuẫn giữa ông và tổng thống Bak Jeonghui, người luôn muốn sử dụng Taekwondo như một công cụ chính trị, quân sự và tuyên truyền. Cũng trong này, ông được tổng thống Bak cho hồi hưu.
Cùng trong năm đó, Choi cho xuất bản ấn bản bằng tiếng Anh đầu tiên giới thiệu về Taekwondo. Ông cũng dẫn đầu một phái đoàn thiện chí của Hàn Quốc giới thiệu Taekwondo đến nhiều quốc gia trên thế giới như một môn võ thuật quốc gia của Hàn Quốc. Ngày 22 tháng 3 năm 1966, Liên đoàn Taekwon-Do quốc tế (International Taekwon-Do Federation - ITF) được thành lập với các thành viên sáng lập gồm Nam Việt Nam, Malaysia, Singapore, Tây Đức, Hoa Kỳ, Thổ Nhĩ Kỳ, Ý, Ai Cập và Hàn Quốc. Choi trở thành chủ tịch đầu tiên của tổ chức này.

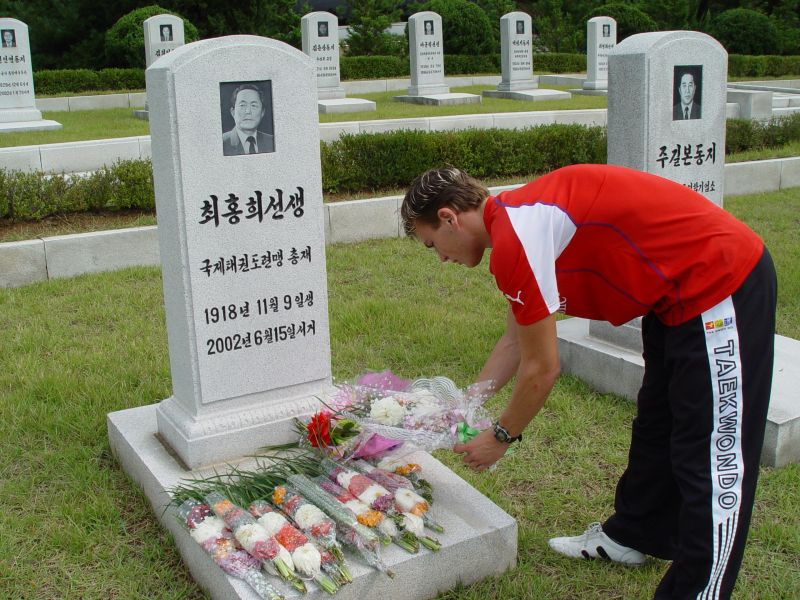
Mộ phần của Tổ sư Taekwon-Do Choi Hong Hi tại Bình Nhưỡng

Khi ITF mới thành lập, trụ sở ban đầu đặt tại Seoul, Đại Hàn Dân Quốc, Choi đã liên tục có những chuyến quảng bá Taekwon-Do tại nhiều nước trên thế giới. Tuy nhiên, do những bất đồng về quan điểm chính trị hóa Taekwondo cũng như các phát biểu chống chính quyền độc tài của tổng thống Park, năm 1972, Choi phải lưu vong tại Canada và ông dời trụ sở của ITF về Toronto (Canada). Tại đây, ông tiếp tục những nỗ lực truyền bá Taekwondo đến các nước Đông Âu. Năm 1974, giải Vô địch Taekwon-Do thế giới (World Taekwon-Do Championships) lần đầu tiên đã được tổ chức tại Montreal (Canada).
Từ năm 1974 đến 1979, Choi vẫn liên tục thực hiện các chuyến lưu diễn nhằm quảng bá Taekwondo đến nhiều nước trên thế giới, từ châu Âu, châu Á, đến châu Phi, châu Mỹ, châu Úc. Năm 1980, lần đầu tiên, Choi cùng 15 môn đệ, gồm cả con trai ông là Choi Joong Hwa, đã thực hiện chuyến biểu diễn Taekwondo tại CHDCND Triều Tiên, nơi sinh của ông.
Bằng những nỗ lực không mệt mỏi, Choi tiếp tục truyền bá Taekwondo không phân biệt tôn giáo, chủng tộc, ranh giới quốc gia hoặc ý thức hệ. Tháng 10 năm 1981, ông đã gặp gỡ với ông Csandi, Chủ tịch Ủy ban tổ chức Olympic Quốc tế tại Budapest, Hungary để thảo luận về việc công nhận của ITF bởi IOC. Tháng 1 năm 1983, ông thực hiện một chuyến viếng thăm Colorado, Mỹ và phong cấp cho ông Charles E. Sereff, Chủ tịch Liên đoàn Taekwon-Do Hoa Kỳ, cấp thất đẳng.
Năm 1985, ông đã tổng hợp tất cả các tài liệu kỹ thuật mà ông đã nghiên cứu trong nhiều năm và xuất bản Bộ bách khoa toàn thư về Taekwon-Do. Để có thể thiết lập một nền tảng vững chắc cho sự truyền bá môn võ của mình ra toàn thế giới, đặc biệt là ở các quốc gia Chủ nghĩa xã hội cũng như Thế giới thứ ba, ông đã cho di chuyển trụ sở của ITF về Viên, thủ đô nước Áo.
Tháng 8 năm 1988, người cha để của Taekwon-Do hiện đại đã có thể nhìn thấy ước mơ giới thiệu và truyền bá môn võ của mình mà không bị ảnh hưởng bởi tôn giáo, chủng tộc, ranh giới quốc gia hoặc ý thức hệ, khi dẫn đầu phái đoàn của ITF đến biểu diễn tại Moskva, Liên Xô.

## Vinh danh
Suốt cuộc đời mình, Choi Hong Hi đã cống hiến cho sự nghiệp truyền bá Taekwondo, không phân biệt tôn giáo, chủng tộc, ranh giới quốc gia hoặc ý thức hệ. Chính vì điều này, ông gặp nhiều khó khăn và ngăn trở từ chính quyền tổng thống Park Chung-hee. Năm 2000, ông trở về Cộng hòa Dân chủ Nhân dân Triều Tiên, sống phần đời còn lại tại thủ đô Bình Nhưỡng, cho đến khi qua đời vì ung thư.
Tuy nhiên, chính vì những nỗ lực cách tân mà ông gặp nhiều sự chống đối từ giới võ thuật Triều Tiên. Nhiều võ sư cho rằng ông đã mang quá nhiều hơi hướng Karatê vào Taekwondo và làm mất đi nét tinh túy truyền thống. Bên cạnh đó, những va chạm của ông với chính quyền độc tài quân sự của tổng thống Park Chung-hee, đã dẫn đến nhiều cản trở cũng như cuộc sống lưu vong của ông vào năm 1972. Năm 1973, được sự hậu thuẫn của chính quyền tổng thống Park, Liên đoàn Taekwondo thế giới được thành lập. Choi bị buộc những tội danh không rõ ràng và bị tước đai danh dự tứ đẳng và truất khỏi vị trí huấn luyện tại Chương Đào quán. Dưới áp lực của chính quyền tổng thống Park nhằm xóa bỏ tư cách và ảnh hưởng của Choi, tổ chức WTF không công nhận Choi là một người có công lao lớn trong việc xây dựng và truyền bá Taekwondo hiện đại, bằng cách không nêu tên ông trong lịch sử võ thuật  hay qua các bản tuyên cáo .
Mặc dù Taekwondo được xem như là sự hiện đại hóa của các môn võ thuật cổ truyền Hàn Quốc và có sự góp sức của rất nhiều võ sư Hàn Quốc, nhưng không thể phủ nhận những nền móng mà Choi đã xây dựng để Taekwondo hiện đại được truyền bá khắp thế giới. Có thể tóm tắt những công lao của ông đối với môn võ này như sau:
- Hệ thống khoa học quy trình huấn luyện
- Xây dựng các bài quyền đơn giản khoa học
- Tiêu chuẩn hóa võ phục, đẳng cấp trong môn phái
- Xây dựng tinh thần dân tộc Triều Tiên trong hệ thống các đòn thế và bài quyền
- Nỗ lực truyền bá môn võ mới từ quân đội, đến người dân Hàn Quốc và ra thế giới suốt 60 năm.
- Xây dựng nguyên tắc Taekwondo không phân biệt.
- Xây dựng những tổ chức cũng như những giải đấu quốc tế Taekwondo đầu tiên tại Hàn Quốc về trên thế giới.
- Đẩy mạnh hòa giải giữa Hàn Quốc và Triều Tiên, những năm cuối đời ông đã đến sống tại Bình Nhưỡng, thủ đô của Triều Tiên; sau khi ông mất ông đã được phía CHDCND Triều Tiên vinh danh

Chính vì thế, Choi được thành viên của Liên đoàn Taekwon-Do quốc tế tôn sùng là tổ sư của môn võ Taekwondo. Hệ thống đòn thế và bài quyền do ông xây dựng ở Ngô Đạo quán và Chương Đào quán, về sau được xem như một hệ phái Taekwondo lớn lấy theo tên hiệu của ông là hệ phái Chang Heon, lấy theo tên hiệu của ông.

## Gia đình
Ông lập gia đình với bà Choi Joon Hee. Ông bà có với nhau 3 người con, một trai tên là Choi Jung Hwa, và hai gái là Sunny và Meeyun.